# ريتشل هوكس
ريتشل هوكس (Rechelle Hawkes) هي لاعبة أولمبية لرياضة هوكي الحقل من أستراليا. شاركت في الأولمبياد الصيفي في 1988–2000، وفازت بما مجموعه 3 ميداليات.

## الميداليات
| ذهب | فضة | برونز | المجموع |
| 3   | 0   | 0     | 3       |

## روابط خارجية
- ريتشل هوكس على موقع الاتحاد الدولي للهوكي (الإنجليزية)
- ريتشل هوكس على موقع اللجنة الأولمبية الدولية (الإنجليزية)
- ريتشل هوكس على موقع أوليمبيديا (الإنجليزية)
- ريتشل هوكس على موقع اللجنة الأولمبية الأسترالية (الإنجليزية)
- ريتشل هوكس على موقع اتحاد ألعاب الكومنولث (مؤرشف) (الإنجليزية)
- ريتشل هوكس على موقع قاعة أستراليا للمشاهير الرياضية (الإنجليزية)